# Coupe des îles Féroé de football 1959
Navigation
Løgmanssteypið 1958 Løgmanssteypið 1960
La Coupe des Îles Féroé 1959 de football est la 5e édition de la Løgmanssteypið (Trophée du Premier Ministre). 
La finale du tournoi se disputa à Tórshavn au stade Gundadalur.
Le HB Tórshavn fut le vainqueur. C'est le troisième titre du club.

## Format
Prenant place sur deux jours à Tórshavn, la compétition se composa en deux demi-finales et la finale. Seules les équipes de Meistaradeildin 1959 (Division des Champions) participèrent à la compétition. Le KÍ Klaksvík ne participa pas à la compétition.

## Clubs participants
| \| B36 HB TB VBV \| Localisation des clubs engagés dans la coupe nationale 1959. |
| B36 HB TB VBV                                                                    |

- B36 Tórshavn - Meistaradeildin
- HB Tórshavn - Meistaradeildin
- TB Tvøroyri - Meistaradeildin Tenant du Titre
- VB Vágur - Meistaradeildin

## Résultats

### Demi-finales[2]
| Date             | Équipe 1     | Résultat | Équipe 2    |
| ---------------- | ------------ | -------- | ----------- |
| 5 septembre 1959 | HB Tórshavn  | 8-1      | TB Tvøroyri |
| 5 septembre 1959 | B36 Tórshavn | 10-1     | VB Vágur    |

### Finale
| 6 septembre 1959 | HB Tórshavn | 1-0   | B36 Tórshavn | Gundadalur, Tórshavn |
|                  |             | (1-0) |              |                      |